# Elatostema cornutum
Elatostema cornutum es una especie de planta del género Elatostema, perteneciente a la familia Urticaceae.

## Taxonomía
Elatostema cornutum fue descrita por Hugh Algernon Weddell en 1856.

## Distribución
Se encuentra en el territorio de Assam y oriente del Himalaya.